# Agnieszka Dziemianowicz-Bąk
Agnieszka Ewa Dziemianowicz-Bąk, née le 20 janvier 1984 à Wroclaw, est une militante sociale et femme politique polonaise. Elle est membre du Sejm depuis 2019 et ministre de la Famille, du Travail et de la Politique sociale depuis 2023.

## Carrière politique
Entre décembre 2015 et février 2019, Agnieszka Dziemianowicz-Bąk est membre du conseil national du parti Razem (Ensemble). Elle représente son parti au sein de l'organisation paneuropéenne Mouvement pour la démocratie en Europe 2025 (DiEM25).
En 2016, le magazine Foreign Policy inclut Agnieszka Dziemianowicz-Bąk, avec Barbara Nowacka, sur sa liste annuelle des 100 penseurs mondiaux les plus influents, pour leur rôle dans l'organisation de la « manifestation noire » contre une interdiction totale de l'avortement en Pologne.
En février 2019, elle quitte Razem en raison de désaccords sur la stratégie du parti lors des élections au Parlement européen. En août 2019, elle est élue au Collectif de coordination de DiEM25.
Agnieszka Dziemianowicz-Bąk est élue députée le 13 octobre 2019, elle obtient 14 257 voix dans le district de Wrocław après avoir fait campagne sur la liste de la gauche. Elle est réélue le 15 octobre 2023.
En plus de protester contre les lois sur l'avortement, Agnieszka Dziemianowicz-Bąk est également active dans les manifestations pour les droits des LGBT. En septembre 2020, elle remporte le prix Equality Crowns pour la politique de Campagne contre l'homophobie. Elle déclare souhaiter qu'un tel prix n'ait pas à être nécessaire.
Le 13 décembre 2023, elle devient ministre de la Famille, du Travail et de la Politique sociale dans le gouvernement de Donald Tusk.